# Аберт, Герман
Герман А́берт (нем. Hermann Abert; 25 марта 1871, Штутгарт — 13 августа 1927, там же) — немецкий музыковед и педагог.

## Биография
Герман Аберт родился в семье Иоганна Йозефа Аберта — композитора и капельмейстера, который и стал его первым наставником; своё музыкальное образование он продолжил в Штутгартской консерватории. В 1890-1895 годах изучал классическую филологию в университетах Тюбингена и Берлина. В Берлине Аберт занялся музыковедением и в 1902 году, уже в Галле, защитил докторскую диссертацию по истории музыки («Учение об этосе в греческой музыке»). В дальнейшем изучал в Италии историю итальянской оперы. 
В 1910 году Аберт стал экстраординарным, а в 1918-м — ординарным профессором университете в Галле. В 1920 году он стал преемником Хуго Римана в Лейпцигском университете, в 1923-м унаследовал от Германа Кречмара кафедру музыковедения в Берлинском университете. Из школы Аберта вышли многие музыковеды, в частности Герман Феттер. 
В 1925 году Аберт был принят в члены Прусской академии наук, став первым музыковедом в истории, удостоенным этой чести. Был также президентом Немецкого музыкального общества (Deutsche Musikgesellschaft).
Аберт сотрудничал с Фридрихом Блюмом, Рудольфом Гербером, Хансом Хоффманном и Теодором Шварцкопфом, издав "Illustrierte Musiklexikon"  (музыкальный словарь)

## Научная деятельность
Круг научных интересов Германа Аберта был достаточно широк: он исследовал музыкальную культуру Античности, раннего христианства, средневековья, музыку XVIII — первой половины XIX века, преимущественно оперную. Аберту принадлежат новые редакции партитур К. В. Глюка, В. А. Моцарта, К. М. Вебера. На основе биографии, написанной Отто Яном, Аберт написал двухтомный труд о жизни и творчестве Моцарта, принёсший ему всемирную известность.

### Избранные сочинения
- Учение об этосе в греческой музыке (Die Lehre vom Ethos in der griechischen Musik, 1899)
- Р. Шуман (R. Schumann, 1903)
- Музыкальные воззрения Средневековья (Die Musikanschauung des Mittelalters, 1905)
- Никколо Йомелли как оперный композитор (Niccolo Jomelli als Opernkomponist, 1908)
- Моцарт (W. A. Mozart, 1-й том — 1919—1921, 2-й том — 1923—1924)
- Гёте и немецкая музыка (Goethe und deutsche Musik, 1922)